# Édouard Pamboukdjian
Édouard Pamboukdjian, né le 22 mars 1922 à Constantinople et mort le 25 décembre 1989 à Toulon, est un coureur cycliste français, en activité de 1943 à 1953. D'origine turque, il se fait naturaliser français en janvier 1948,.

## Palmarès
- 1943
  - 3e de Nice-Puget-Théniers-Nice
- 1948
  - 2e du Circuit du Cantal
  - 3e du Grand Prix cycliste d'Espéraza
- 1949
  - 3e du Tour de Corrèze
- 1951
  - Circuit du Ventoux